# 刘殿座
刘殿座（1990年6月26日—），出生于大连市，足球运动员。现效力成都蓉城足球俱乐部，司职守门员。

## 俱乐部生涯
刘殿座少时就读于大连市著名的东北路小学，后来进入大连毅腾梯队，2006年进入一队，开始足球生涯。刘殿座先后入选了国少队、国青队，并一度入选国奥队。2009年，刘殿座作为山东全运队的主力门将帮助球队摘得铜牌。
2011年1月，刘殿座以不到50万的转会费转投中超球队南昌衡源，签约五年。2011年5月4日，他在2011年中国足协杯第一轮南昌衡源3比1击败北京理工大学的比赛首发登场，首次代表南昌衡源亮相。5月11日，他在足协杯第二轮力保大门不失，帮助南昌衡源2比0战胜大连阿尔滨晋级。此后，他成为球队的主力门将，赛季联赛出场23次，帮助球队保级成功，并入选了U-22国家二队和中超明星队，2012年，刘殿座随队前往上海，他在2012赛季打满了30场中超联赛，赛季结束后传闻多支球队有意引进他，但是他最终选择留在上海申鑫。
2015年，刘殿座转会广州富力。
2022年4月29日，刘殿座转会武汉三镇足球俱乐部。

## 国家队生涯
2014年2月底，刘殿座首次入选中国国家足球队集训名单，备战3月5日进行的2015年亞洲盃外圍賽最后一轮和伊拉克的比赛不过他并没有在这场比赛出场。。2021年，为备战3月开踢的卡塔尔世预赛亚洲区40强赛下半程比赛，中国男足将于1月22日至2月10日在海口市展开2021年首期集训，他入选27人名单。